# ソフトバレーボール

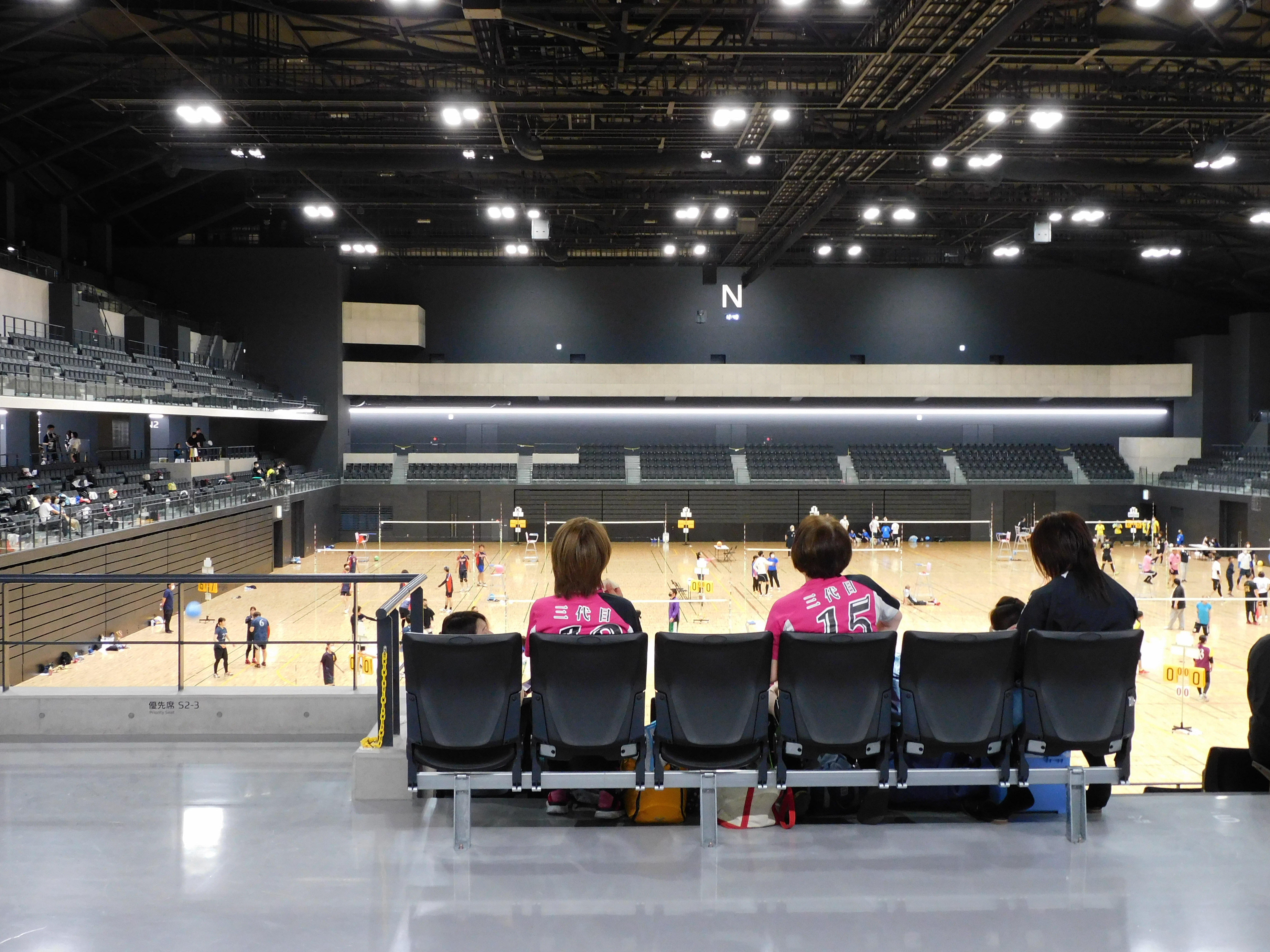
ソフトバレーボール大会（ねんりんピックとちぎ2021）

ソフトバレーボールは、バレーボールから派生した球技。福井県小浜市で考え出される。ネットごしにゴム製の柔らかいボールを打ち合い、決められた点（1セット15点）を早く得点することを競う。
1986年に日本バレーボール協会がソフトバレーボールの全国的な展開を決定し、生涯スポーツとして普及活動をする。

## ルール
ルールは、基本的には6人制バレーボールと同じだが、試合レベルによりホールディング等の許容範囲を緩和する。6人制と異なる点として、アタックラインが無くサービス後はフリーポジションとなること、サービスのネットインが認められないこと、ブロックにおけるオーバーネットの禁止などがある。
ボール
試合球はゴム製、重さ200-220g、周囲77-79cm。色の規定はない。ただしミニソフトバレーボールは、重さ150g、周囲64cm。
コート
バドミントンのダブルスのコート（13.40m×6.10m）。最小限2m幅のフリーゾーンが周囲に必要。
ネット
バドミントン用支柱に補強金具を装着して2mとし、ソフトバレーボール用ネット又はバドミントン用ネットを使用する。
チーム構成
1チームは監督1人、競技者4人、交代競技者4人以内で構成する。監督は競技者を兼ねることも可能。
勝敗
3セットマッチ制。2セットを先取したチームが勝ちとなる。各セット15点先取だが、2点差がつかなければ試合は続行される。ただし、点差に関わらず17点で打ち切り。

## ミニバレーボール
類似した競技に「ミニバレーボール」がある。一部ルールが異なるが、4人制・バドミントンのコートを使用という点は共通している。
一説には、1982年に京都府の長岡京市で誕生したといわれる。他の自治体でも普及している。